# Безуглівка (Ніжинський район)
Безу́глівка — село в Україні, у Талалаївській сільській громаді Ніжинського району Чернігівської області. Відстань до райцентру становить понад 15 км і проходить автошляхами Р68 та Р67.

## Історія
Село відоме принаймні з 20-х років XVII століття: польський шляхтич Ян Пянчинський, що після Деулінського перемирʼя був призначений осадчим Носівки, також володів і селом Безуглівка (57 домів).
За часів Гетьманщини Безуглівка - козацьке село Ніжинського полку. Після московської анексії — село Ніжинського повіту Чернігівської губернії.
На землях Безуглівки були угіддя двох родин — Озеровських та Сидоренків. Сидоренки — відомі шляхтичі. 
Селяни Безуглівки, не повіривши царському маніфесту про скасування кріпацтва, почати самовільний переділ земель (Безуглівське Селянське Заворушення 1861). Протягом кількох днів заворушення охопило понад 3 тисяч селян. Для придушення виступу було послано 3 батальйони солдатів на чолі з губернатором. 5 квітня 1861 військо зламало опір селян і захопило Безуглівку.

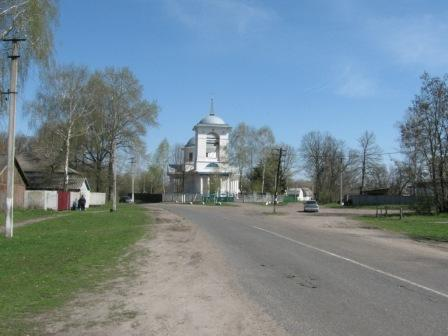
В'їзд у село з боку міста Ніжин

Про ці виступи селян с. Безуглівки також розповідають експозиції Чернігівського історичного музею ім. Василя Тарновського.

### У складі Української Держави
За рішенням командування гетьманських військ, 18 серпня 1918 року у м. Ніжині розстріляні комуністичні диверсанти, у тому числі з с. Безуглівки: Гаврило Скрипка, Андріан Чернеча, Василь Муромець.

### Комуністична окупація
У жовтні 1924 року майбутній історик козаччини Володимир Голобуцький був направлений відділом народної освіти завідувати хатою-читальнею в с. Безуглівка Ніжинської округи, де, між іншим, зайнявся атеїстичною пропагандою серед селян.

В с. Безуглівка знайдена прокламація часів колективізації, яка нагадує провокацію органів ОГПУ СРСР:
|  | Долой советскую власть и колективізацію. Да здравствует СВУ и єфремовщина. Даеш капитализм...(рос.) |

1943 тут було щось на зразок загону самооборони.
1959 р. збудований у центрі села будинок культури (клуб). Того часу він був найбільшим з навколишніх сіл.
1965 р. — електрифікація села.
1964–1965 р.р. — меліорація земель, очищення та поглиблення русла р. Оржиця. В енциклопедії Брокгауза Ф. А. и Єфрона І. А. (1890—1916 рр.) ця річка згадується під назвою В'юниця.
1967 р. — встановлений меморіальний монумент пам'яті загиблим односельчанам у 1918—1920, 1941—1945 роках із комуністичною символікою. Жертви Голодомору не внесені до списків.
- https://web.archive.org/web/20161013160517/http://www.panoramio.com/photo/21430988

1973 р. — дорогу до села вкрили асфальтовим покриттям.
1974 р. — збудована та відкрита Безуглівська середня школа. До того часу 8-річна школа розміщувалась у пристосованих будівлях. Станом на 2024 рік, Безуглівська школа, має статус ліцею, з облаштованим бомбосховищем за підтримки «Unicef».
1992–1994 роки — газифікація осель жителів села.

## Російсько-українська війна 2022 рік
Регулярні війська окупаційної «РосГвардії», увійшли на територію Безуглівки 26 лютого 2022 року. Під час перебування військ РФ на території села, солдати займались вимаганням житла, провіанту, побутової техніки. Повідомлялося про випадки зґвалтувань по відношенню до місцевого населення.

## Населення

### Мова
Розподіл населення за рідною мовою за даними перепису 2001 року:
| Мова       | Кількість | Відсоток |
| ---------- | --------- | -------- |
| українська | 1045      | 97.57%   |
| російська  | 18        | 1.68%    |
| вірменська | 8         | 0.75%    |
| Усього     | 1071      | 100%     |

## Ніжинські огірки
Клімат та місцеві чорноземи стали підґрунтям для вирощування відомих ніжинських огірків на ланах поблизу Ніжина. У радянські часи угіддя колишнього колгоспу «Ленінський шлях» (потім «Правда») давали для переробки на Ніжинський консервний комбінат понад 1000 тон на рік, при цьому врожаї «ніжинських» у сприятливі роки перевищували 200 центнерів з гектара. Вагомий внесок у популяризацію «ніжинських корнішонів» зробили землероби довколишніх сіл, у тому числі і села Безуглівка.
У 2005 році в м. Ніжині встановлено пам'ятник ніжинському огірку.

## Пам'ятки

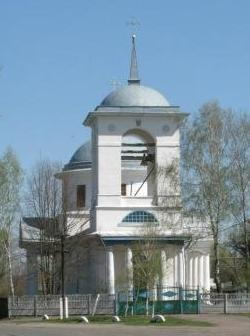
Михайлівська церква (1805—35)

Михайлівська церква (1805–1835 рр.) входить до Святинь Ніжинської єпархії. Станом на лютий 2008 року внесена в доповнення до списку пам'яток містобудування і архітектури України, що перебувають під охороною держави за № 1785.
До сьогодні збереглась майже у первозданному вигляді. Територію біля Михайлівської церкви зі сходу прикрашає величний надгробний камінь на могилі поміщика, дворянина Сидоренка Михайла Васильовича, встановлений на початку ХХ сторіччя.
При вході на цвинтар встановлена пам'ятна дошка невідомого авторства:
Не пишайся подорожній

мої останки навісти

Я в могилі спочиваю

а ти ще дома погости

## Герб
Михайлівська церква на гербі зображена у постаті Св. Архістратига Михайла. Чотири зірки на гербі — символи чотирьох повстань, які зробили Безуглівку відомою далеко за межами Ніжинщини — 1861, 1905, 1918 і 1943 років (особливо перші два, коли уряд мусив посилати регулярні війська на приборкання селян).

## Відомі люди
- Трохимовський Михайло Якович (1739 - 1813) — український лікар, автор праць з фармакології та репродуктивної медицини, дослідник цілющих властивостей мінеральних вод, зокрема, Миргородської.
- Левенко Анатолій Володимирович — український і російський письменник, поет, кореспондент; знавець і популяризатор духовної і матеріальної культури народів Російської Півночі, зокрема Таймиру, перекладач українською з ненецької мови.